# Konståkning vid olympiska vinterspelen 1964
Konståkning vid olympiska vinterspelen 1964

## Medaljställning
| Pl. | Nation                 | Guld | Silver | Brons | Totalt |
| --- | ---------------------- | ---- | ------ | ----- | ------ |
| 1   | Tysklands förenade lag | 1    | 1      | 0     | 2      |
| 1   | Kanada                 | 0    | 0      | 2     | 2      |
| 2   | Nederländerna          | 1    | 0      | 0     | 1      |
| 2   | Sovjetunionen          | 1    | 0      | 0     | 1      |
| 2   | Österrike              | 0    | 1      | 0     | 1      |
| 2   | Frankrike              | 0    | 1      | 0     | 1      |
| 2   | USA                    | 0    | 0      | 1     | 1      |

## Resultat

### Herrar
| Ranking | Namn                  | Land                   | CF | FS | Poäng  | Placering |
| ------- | --------------------- | ---------------------- | -- | -- | ------ | --------- |
| 1       | Manfred Schnelldorfer | Tysklands förenade lag | 1  | 1  | 1916.9 | 13        |
| 2       | Alain Calmat          | Frankrike              | 3  | 5  | 1876.5 | 22        |
| 3       | Scott Allen           | USA                    | 4  | 4  | 1873.6 | 26        |
| 4       | Karol Divín           | Tjeckoslovakien        | 2  | 9  | 1862.8 | 32        |
| 5       | Emmerich Danzer       | Österrike              | 5  | 3  | 1824.0 | 42        |
| 6       | Thomas Litz           | USA                    | 13 | 2  | 1764.7 | 77        |
| 7       | Peter Jonas           | Österrike              | 9  | 6  | 1752.0 | 79        |
| 8       | Nobuo Sato            | Japan                  | 8  | 10 | 1746.2 | 88        |
| 9       | Donald Knight         | Kanada                 | 7  | 11 | 1746.6 | 85        |
| 10      | Monty Hoyt            | USA                    | 6  | 12 | 1755.5 | 81        |
| 11      | Ralph Borghard        | Tysklands förenade lag | 10 | 7  | 1742.2 | 90        |
| 12      | Sepp Schönmetzler     | Tysklands förenade lag | 12 | 8  | 1743.1 | 92        |
| 13      | Charles Snelling      | Kanada                 | 16 | 15 | 1705.5 | 117       |
| 14      | Giordano Abbondati    | Italien                | 11 | 16 | 1688.4 | 131       |
| 15      | Wolfgang Schwarz      | Österrike              | 17 | 13 | 1695.9 | 127       |
| 16      | William Neale         | Kanada                 | 19 | 14 | 1667.7 | 143       |
| 17      | Robert Dureville      | Frankrike              | 14 | 19 | 1660.0 | 148       |
| 18      | Hywel Evans           | Storbritannien         | 15 | 22 | 1640.1 | 159       |
| 19      | Markus Germann        | Schweiz                | 20 | 23 | 1578.0 | 186       |
| 20      | Malcolm Cannon        | Storbritannien         | 18 | 24 | 1587.5 | 187       |
| 21      | Jenö Ébert            | Ungern                 | 22 | 18 | 1586.9 | 188       |
| 22      | Ondrej Nepela         | Tjeckoslovakien        | 23 | 17 | 1590.1 | 190       |
| 23      | Philippe Pélissier    | Frankrike              | 21 | 21 | 1573.8 | 189       |
| 24      | Peter Grütter         | Schweiz                | 24 | 20 | 1517.2 | 208       |
| WD      | Valery Meshkov        | Sovjetunionen          |    |    |        |           |
| WD      | Wouter Toledo         | Nederländerna          |    |    |        |           |

### Damer
| Ranking | Namn                   | Land                   | CF | FS | Poäng  | Placering |
| ------- | ---------------------- | ---------------------- | -- | -- | ------ | --------- |
| 1       | Sjoukje Dijkstra       | Nederländerna          | 1  | 1  | 2018.5 | 9         |
| 2       | Regine Heitzer         | Österrike              | 2  | 5  | 1945.5 | 22        |
| 3       | Petra Burka            | Kanada                 | 3  | 2  | 1940.0 | 25        |
| 4       | Nicole Hassler         | Frankrike              | 5  | 4  | 1887.7 | 38        |
| 5       | Miwa Fukuhara          | Japan                  | 4  | 9  | 1845.1 | 50        |
| 6       | Peggy Fleming          | USA                    | 8  | 6  | 1819.6 | 59        |
| 7       | Christine Haigler      | USA                    | 6  | 15 | 1803.8 | 74        |
| 8       | Albertina Noyes        | USA                    | 9  | 7  | 1798.9 | 73        |
| 9       | Helli Sengtschmid      | Österrike              | 18 | 3  | 1782.1 | 85        |
| 10      | Wendy Griner           | Kanada                 | 13 | 8  | 1775.3 | 91        |
| 11      | Sally-Anne Stapleford  | Storbritannien         | 7  | 19 | 1757.9 | 108       |
| 12      | Shirra Kenworthy       | Kanada                 | 10 | 16 | 1756.3 | 104       |
| 13      | Kumiko Okawa           | Japan                  | 15 | 11 | 1725.4 | 136       |
| 14      | Inge Paul              | Tysklands förenade lag | 17 | 12 | 1720.3 | 139       |
| 15      | Hana Mašková           | Tjeckoslovakien        | 19 | 10 | 1714.8 | 142       |
| 16      | Carol-Ann Warner       | Storbritannien         | 12 | 22 | 1692.9 | 162       |
| 17      | Zsuzsa Almássy         | Ungern                 | 20 | 14 | 1702.2 | 159       |
| 18      | Diane Clifton-Peach    | Storbritannien         | 11 | 25 | 1711.7 | 152       |
| 19      | Gabriele Seyfert       | Tysklands förenade lag | 21 | 17 | 1685.1 | 177       |
| 20      | Ingrid Ostler          | Österrike              | 16 | 20 | 1684.8 | 171       |
| 21      | Ann-Margreth Frei-Käck | Sverige                | 26 | 13 | 1661.1 | 191       |
| 22      | Junko Ueno             | Japan                  | 14 | 26 | 1685.0 | 170       |
| 23      | Franziska Schmidt      | Tysklands förenade lag | 22 | 21 | 1662.8 | 193       |
| 24      | Uschi Keszler          | Tysklands förenade lag | 25 | 18 | 1642.3 | 213       |
| 25      | Jana Mrázková          | Tjeckoslovakien        | 23 | 24 | 1646.4 | 205       |
| 26      | Sandra Brugnera        | Italien                | 27 | 23 | 1612.5 | 221       |
| 27      | Monika Zingg           | Schweiz                | 28 | 28 | 1568.9 | 248       |
| 28      | Anne Karin Dehle       | Norge                  | 24 | 30 | 1571.9 | 248       |
| 29      | Genevieve Burdel       | Frankrike              | 29 | 27 | 1542.0 | 255       |
| 30      | Berit Unn Johansen     | Norge                  | 30 | 29 | 1524.9 | 265       |

### Paråkning
| Ranking | Namn                                       | Land                   | Poäng | Placering |
| ------- | ------------------------------------------ | ---------------------- | ----- | --------- |
| 1       | Liudmila Belousova / Oleg Protopopov       | Sovjetunionen          | 104.4 | 13        |
| 2       | Marika Kilius / Hans Jürgen Bäumler        | Tysklands förenade lag | 103.6 | 15        |
| 3       | Debbi Wilkes / Guy Revell                  | Kanada                 | 98.5  | 35.5      |
| 4       | Vivian Joseph / Ronald Joseph              | USA                    | 89.2  | 35.5      |
| 5       | Tatiana Zhuk / Aleksandr Gavrilov          | Sovjetunionen          | 96.6  | 45        |
| 6       | Gerda Johner / Rüdi Johner                 | Schweiz                | 95.4  | 56        |
| 7       | Judianne Fotheringill / Jerry Fotheringill | USA                    | 94.7  | 69.5      |
| 8       | Cynthia Kauffman / Ronald Kauffman         | USA                    | 92.8  | 74        |
| 9       | Agnesa Wlachovska / Peter Bartosiewicz     | Tjeckoslovakien        | 91.8  | 84        |
| 10      | Milada Kubikova / Jaroslav Votruba         | Tjeckoslovakien        | 88.9  | 97        |
| 11      | Brigitte Wokoeck / Heinz-Ulrich Walther    | Tysklands förenade lag | 88.8  | 103.5     |
| 12      | Gerlinde Schönbauer / Wilhelm Bietak       | Österrike              | 87.7  | 108       |
| 13      | Margit Senf / Peter Göbel                  | Tysklands förenade lag | 87.9  | 113.5     |
| 14      | Faye Strutt / Jim Watters                  | Kanada                 | 85.3  | 122.5     |
| 15      | Ingeborg Strell / Ferdinand Dedovich       | Österrike              | 83.6  | 129       |
| 16      | Linda Ward / Neil Carpenter                | Kanada                 | 84.2  | 128.5     |
| 17      | Monique Mathys / Yves Ällig                | Schweiz                | 81.5  | 147.5     |

## Silvermedaljer i paråkning
Silvermedaljörerna Marika Kilius & Hans Jürgen Bäumler fråntogs 1966 sina silvermedaljer då det avslöjats att de skrivit på proffskontrakt före spelen. Vid denna tidpunkt tilläts bara amatörer att delta i olympiska spel.  Fastän de 1987 fick tillbaka medaljerna visar många officiella resultatlistor fortfarande dem som diskvalificerade.